# Lobophytum durum
Lobophytum durum is een zachte koraalsoort uit de familie Alcyoniidae. De koraalsoort komt uit het geslacht Lobophytum. Lobophytum durum werd in 1956 voor het eerst wetenschappelijk beschreven door Tixier-Durivault. 